# Just Us (Jack Harlow)
Just Us è un singolo del rapper statunitense Jack Harlow, pubblicato il 21 marzo 2025.
Il brano vede la partecipazione della rapper statunitense Doja Cat.

## Antefatti
Harlow nel 2020 aveva rivelato che avrebbe voluto collaborare con Doja Cat e che era infatuato di lei durante una live su Instagram.
La canzone è stata annunciata il 19 marzo tramite i canali social del rapper.

## Video musicale
Il video è stato pubblicato il 21 marzo 2025 attraverso il canale YouTube di Harlow. È ambientato all'interno di un ristorante, vede Jack Harlow e Doja Cat come protagonisti e conta apparizioni di John Mayer, Matt Damon, Nicholas Braun, PinkPantheress e DJ Drama.

## Classifiche
| Classifica (2025) | Posizione massima |
| ----------------- | ----------------- |
| Canada            | 61                |
| Irlanda           | 82                |
| Regno Unito       | 50                |
| Stati Uniti       | 57                |
| Sudafrica         | 84                |